# Тулайков, Николай Максимович
Никола́й Макси́мович Тула́йков (26 июля [7 августа] 1875, Акшуат, Симбирская губерния — 20 января 1938) — российский учёный — агроном

 и почвовед, академик АН СССР (1932) и ВАСХНИЛ (1935), лауреат премии имени В. И. Ленина (1929).

## Биография
Родился 26 июля (7 августа) 1875 года в селе Акшуат (ныне — в Барышском районе Ульяновской области) в семье крестьянина-бедняка. Был вторым из семи детей. Вскоре после его рождения семья переехала в село Базарная Кеньша в Городищенском уезде Пензенской губернии, где и прошло детство мальчика. Николай пел в церковном хоре, на похоронах и свадьбах. Заработанные мальчиком деньги были важным вкладом в семейный бюджет. С 9 лет учился в школе, затем окончил Саранское городское четырёхклассное училище, Мариинское земледельческое училище в г. Татищево (Саратовской области).
В 1898—1901 студент Московского сельскохозяйственного института (диплом с отличием). Оставлен на кафедре почвоведения сверхштатным аспирантом. В 1906 году по приглашению Н. Я Демьянова приглашён ассистентом по агрономической химии. Проводил почвенное и геоботаническое обследование в Тверской губернии, на Кавказе, в северном Казахстане.
В 1908—1910 в командировке в США (Калифорния, Невада, Аризона, Нью-Мексико, Вайоминг, Колорадо), в Канаде, Германии, Италии, Голландии, Англии.
В 1907—1910 директор Безенчукской опытной станции (ныне Самарский НИИ сельского хозяйства имени Н. М. Тулайкова). В 1916—1920 член (с 1917 — председатель) Учёного комитета Департамента земледелия Министерства сельского хозяйства России.
В 1920—1932 профессор, зав. кафедрой частного земледелия Саратовского СХИ и зав. отделом полеводства Саратовской опытной станции. С 1925 года директор Саратовской областной станции, в 1929 году преобразованной во Всесоюзный НИИ зернового хозяйства. Один из организаторов и в 1929—1935 вице-президент ВАСХНИЛ. В 1930 году вступил в ВКП(б). Являлся членом Саратовского областного исполкома.
Лауреат премии имени В. И. Ленина (1930) «за выдающиеся работы по агротехнике», академик АН СССР (1932) и ВАСХНИЛ (1935), Заслуженный деятель науки и техники (1929).
Автор свыше 400 печатных научных трудов по земледелию, сухому земледелию, физиологии растений, агрохимии, почвоведению и растениеводству.
Член ВЦИК 9 и 14 созывов, кандидат в члены ВЦИК 13 созыва, кандидат в члены ЦИК СССР 5 созыва.
В августе 1937 года арестован, умер в Соловецких лагерях (по другим данным, расстрелян в Саратовской тюрьме).

## Избранные труды
- К вопросу о значении осмотического давления почвенного раствора в жизни растений. — Юрьев: тип. К. Маттисена, 1914.
- О почвах. Сельскохозяйственные беседы, 6 изд., М., 1922.
- Потребление воды культурными растениями в полевых условиях // Журнал опытной агрономии Юго-Востока. — 1927. — Т. 5, Вып. 1. — С. 3—46.
- Проблема залежи и севооборота в пшеничном хозяйстве, М.-Л., 1930.
- Борьба с засухой, в кн.: Сельскохозяйственная наука в СССР, М.-Л., 1934.
- Орошаемое зерновое хозяйство Заволжья, Л., 1934.
- Основы построения агротехники социалистического земледелия, М., 1936.
- Избранные произведения, М., 1963[4].
- Избранные труды / Сост. А. И. Гладышев. — М., 2000. — 657 с.

## Память
Именем Н. М. Тулайкова названы:
- Улицы в Саратове и в посёлке Табола города Камызяк Астраханской области.
- населённый пункт в Ершовском районе Саратовской области.
- На стене здания Научно-исследовательского института сельского хозяйства Юго-Востока РСХА (Саратов, ул. Тулайкова 7), в котором Тулайков работал с 1920 по 1937 гг., находится памятная плита, а рядом есть Сквер Тулайкова в середине улицы Тулайкова.
- Самарский НИИ сельского хозяйства имени Н. М. Тулайкова[5].

В посёлке Безенчук у здания Самарского НИИ сельского хозяйства имени Н. М. Тулайкова установлен бюст.

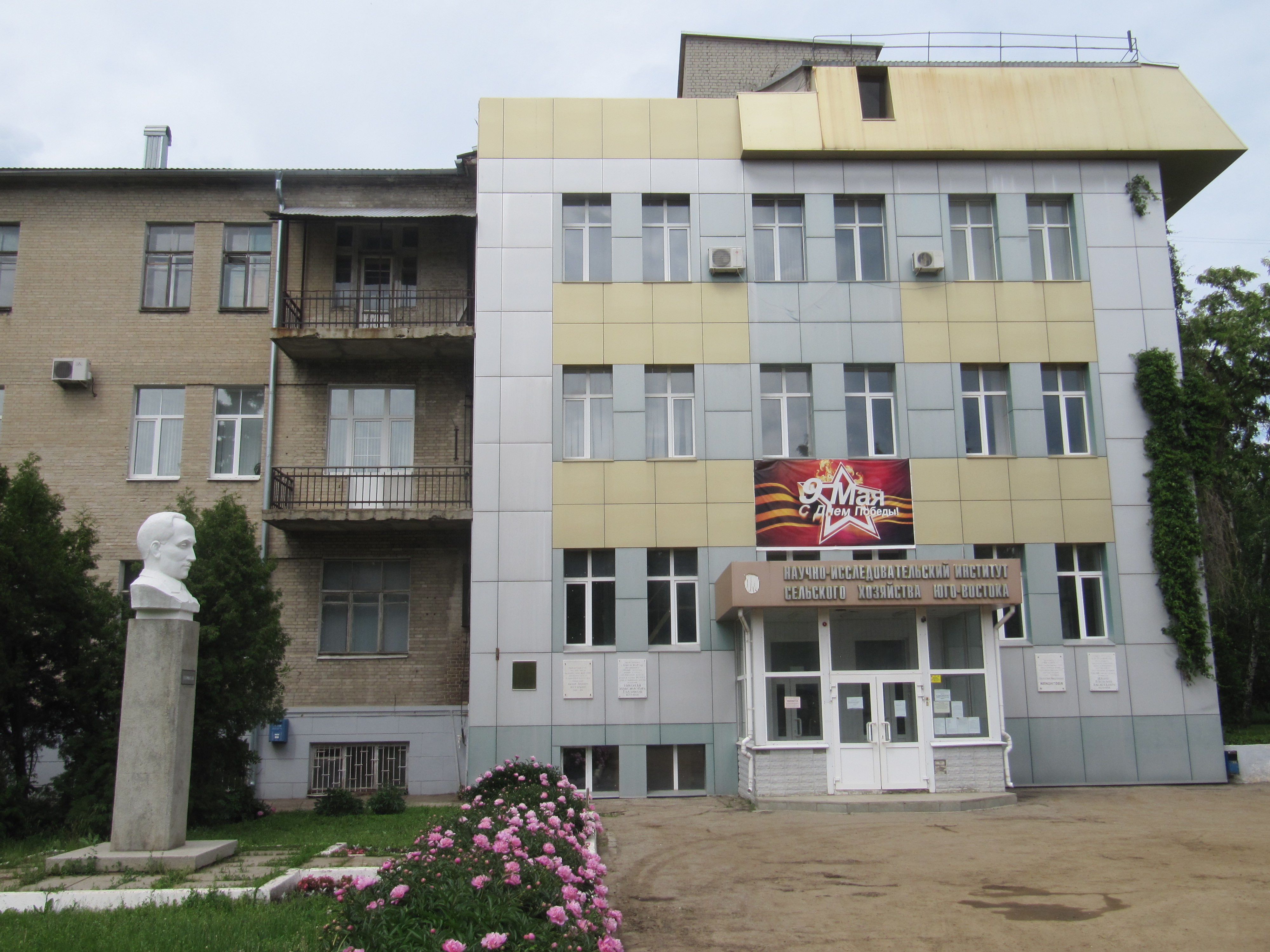
НИИ СХ ЮВ в Саратове
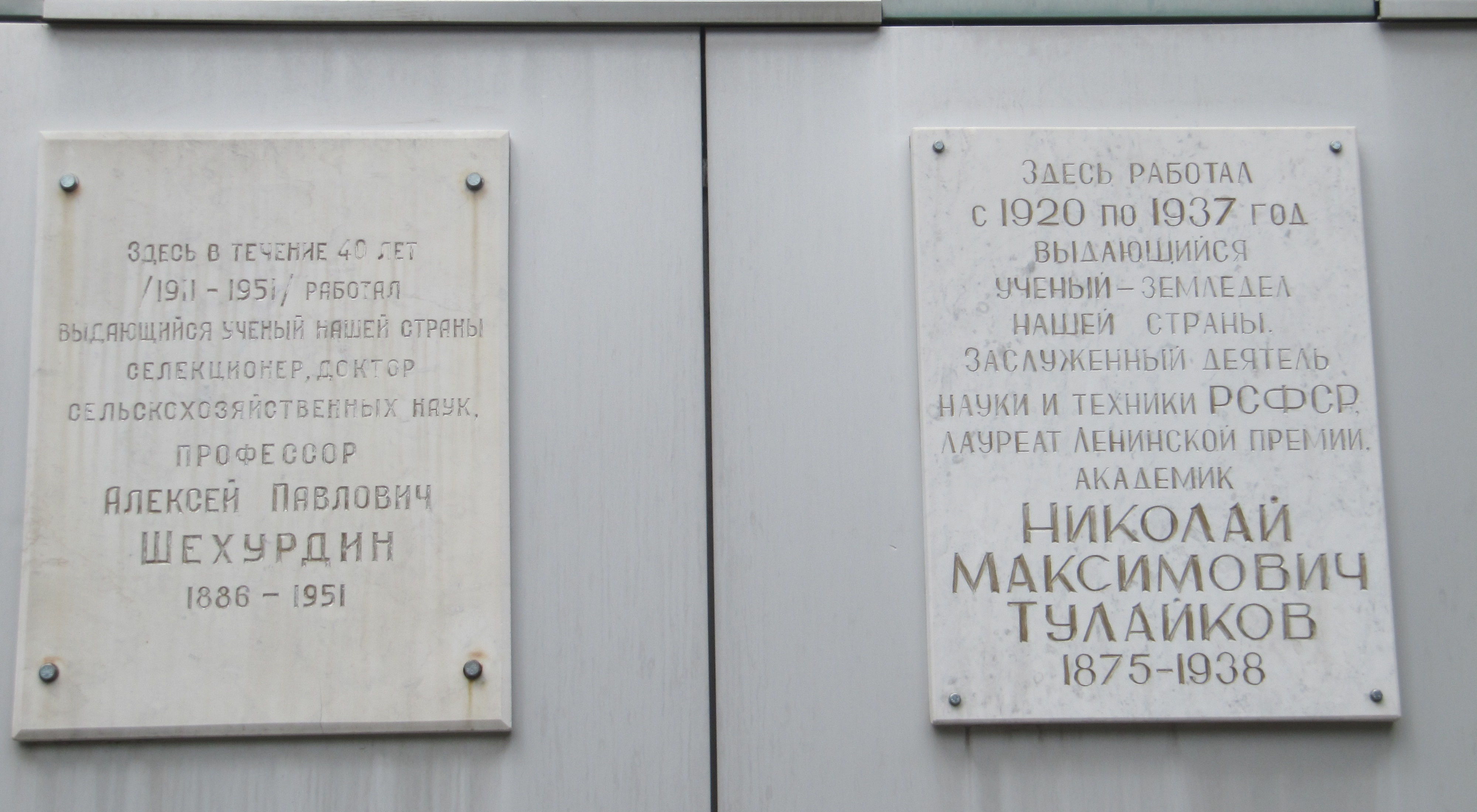
НИИ СХ ЮВ памятные плиты
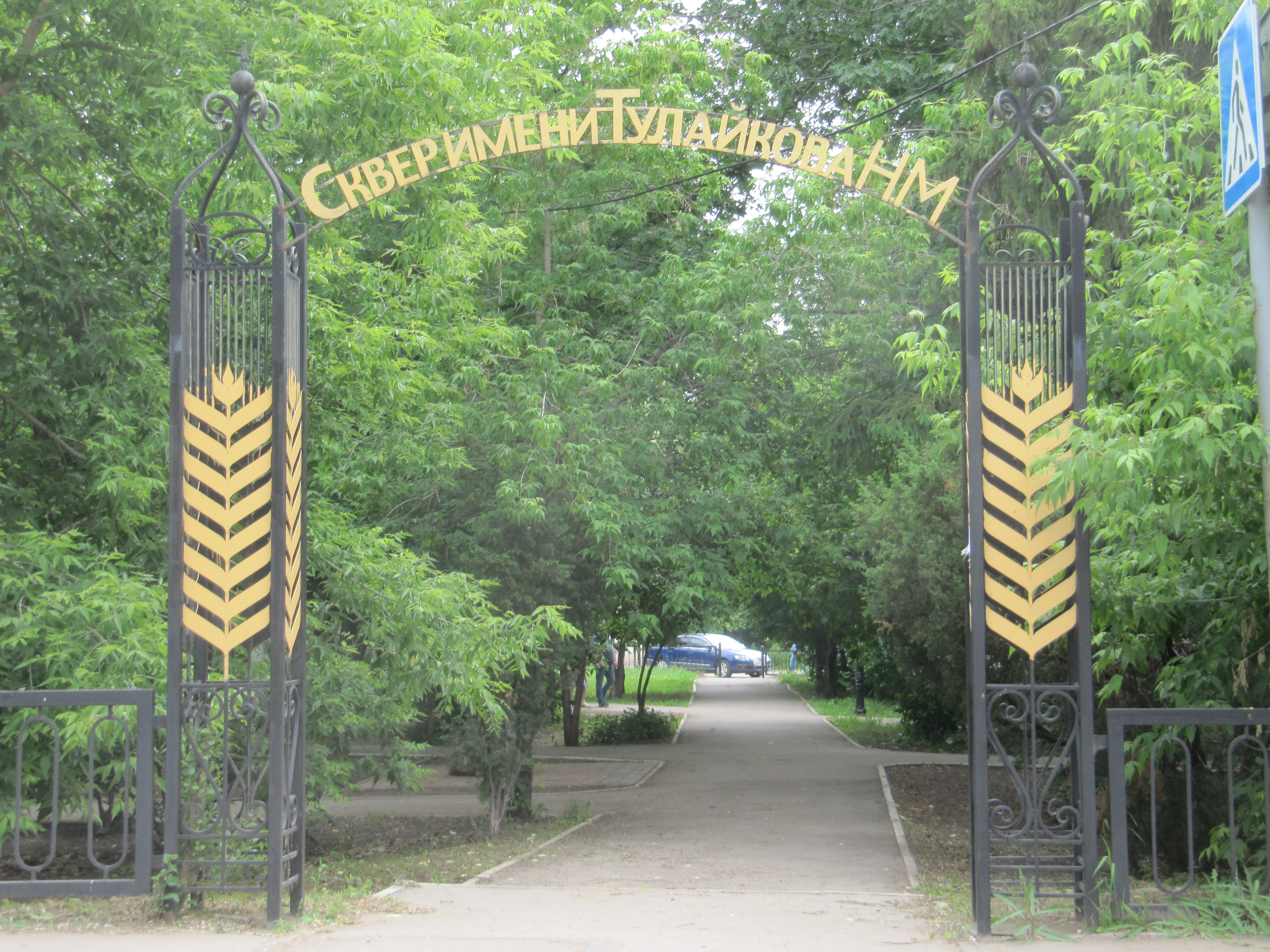
Сквер имени Тулайкова